# شهوت‌انگیز بی‌پرده
شهوت‌انگیز بی‌پرده (ایتالیایی: Candido Erotico) یک فیلم درام عاشقانهٔ اروتیک به کارگردانی کلاودیو جرجی است که در سال ۱۹۷۸ منتشر شد.

## گزیدهٔ بازیگران
- لی‌لی کاراتی
- ماریا باکسا
- مارکو گولیلمی
- آجیتا ویلسون